# Iraklis VC
El Iraklis Thessaloniki Volleyball Club (gr. ΤΑΠ Ηρακλής) es un club de voleibol griego de la ciudad de Salónica.

## Historia
Fundado en 1968 forma parte de la sociedad polideportva Gymnastic Club Iraklis Thessalonik que también tiene equipos de baloncesto y de fútbol. Su primer título conseguido es la Copa de Grecia en la temporada 1999-00 y dos años más tarde se proclama campeón de la Liga. En Europa llega por cinco veces en la Final Four de Champions League entre 2001-02 y 2008-09, y por tres juega la final siendo siempre derrotada por 1-3 por el Tours Volley-Ball (en 2004-05), el Sisley Treviso (en 2005-06) y el Trentino Volley (en 2008-09).
En la temporada 2012-13 desciende en la Segunda División griega.

## Palmarés
- Campeonato de Grecia (5)

2001-02, 2004-05, 2006-07, 2007-08, 2011-12
- Copa de Grecia (6)

1999-00, 2001-02, 2003-04, 2004-05, 2007-06, 2011-012
- Supercopa de Grecia (4)

2004, 2005, 2007, 2008
- Champions League

2º lugar (3): 2004-05, 2005-06, 2008-09
3º lugar (1): 2001-02